# Patronato (Santa Maria)
Patronato é um bairro do distrito da sede, no município gaúcho de Santa Maria, no Brasil. Localiza-se na região oeste da cidade.
O bairro Patronato possui uma área de 1,1036 km² que equivale a 0,91% do distrito da Sede que é de 121,84 km² e  0,0616% do município de Santa Maria que é de 1791,65 km².

## História
O bairro já existia oficialmente em 1986. Em 2006, quando da nova divisão em bairros do distrito da Sede, o Patronato, perdendo território, dá origem a todo o território de um novo bairro - o Noal - e uma pequena parcela à criação dos bairros Renascença e Nossa Senhora de Fátima.

## Limites
Limita-se com os bairros: Duque de Caxias, Juscelino Kubitschek, Noal, Nossa Senhora de Fátima, Renascença, Urlândia.
Descrição dos limites do bairro: A delimitação inicia no eixo da canalização do Arroio Cadena, num ponto de projeção da divisa sul da Vila Lídia, segue-se a partir daí pela seguinte delimitação: divisas sul e leste das Vilas Lídia,Arco Íris e Vila Natal no sentido da Avenida Dois de Novembro, em linhas quebradas; eixo da Avenida Dois de Novembro, no sentido nordeste; eixo da Avenida Liberdade, no sentido sudeste; eixo da Avenida Presidente Vargas, no sentido sudoeste; leito da Sanga da Aldeia, no sentido a jusante; eixo da Rodovia BR-287, no sentido noroeste; eixo da canalização do Arroio Cadena, no sentido a montante até encontrar um ponto de projeção da divisa sul da Vila Lídia, início desta demarcação.

## Unidades residenciais
O bairro Patronato, pertencente ao distrito da Sede, é uma unidade de vizinhança que contém as seguintes unidades residenciais:
| # | Unidade residencial              | Localização                       | Limites | Obs.       |
| - | -------------------------------- | --------------------------------- | --- | ---------- |
| 1 | Parque Residencial Padre Caetano | 29° 41' 54.23" S 53° 49' 35.49" O | A unidade residencial urbana localizada entre a Avenida Dois de Novembro, Rua Samuel Kruschin, Sanga da Aldeia, Avenida Presidente Vargas e a Avenida Jornalista Maurício Sirotsky Sobrinho.            | [ Obs. 1 ] |
| 2 | Patronato                        | 29° ' " S 53° ' " O               | Toda a área do perímetro do bairro Patronato sem denominação específica. |            |
| 3 | Vila Dois de Novembro            | 29° 41' 42.94" S 53° 49' 36.54" O | A unidade residencial urbana localizada entre a Avenida Dois de Novembro, ao norte; Rua Samuel Kruschin ao leste; Rua das Margaridas, ao sul e a Rua Maurício Sirotski Sobrinho, ao oeste.              |            |
| 4 | Vila Guarani                     | 29° 41' 59.17" S 53° 49' 48.93" O | A unidade residencial urbana localizada entre a Rua Gomercindo Gonçalves, Rua Fernandes Barbosa, Travessa Bento Sanches, Avenida Maurício Sirotsky Sobrinho, Avenida Presidente Vargas e Arroio Cadena. | [ Obs. 2 ] |
| 5 | Vila Plátano                     | 29° 41' 56.24" S 53° 49' 25.91" O | Norte desta unidade residencial urbana que limita com a Sanga da Aldeia, ao noroeste; Avenida Liberdade, ao leste e a Avenida Presidente Vargas, ao sul.                                                | [ Obs. 3 ] |

1. ↑  O acesso principal se dá pela Avenida Presidente Vargas, esquina Avenida Walter Jobim. A maioria de suas ruas tem nome de Flores: Rua dos Cravos, Rua das Magnólias, Rua dos Linos.
2. ↑  O principal acesso se dá pela Avenida Walter Jobim.
3. ↑  O acesso principal se dá pela Avenida Presidente Vargas.

## Demografia

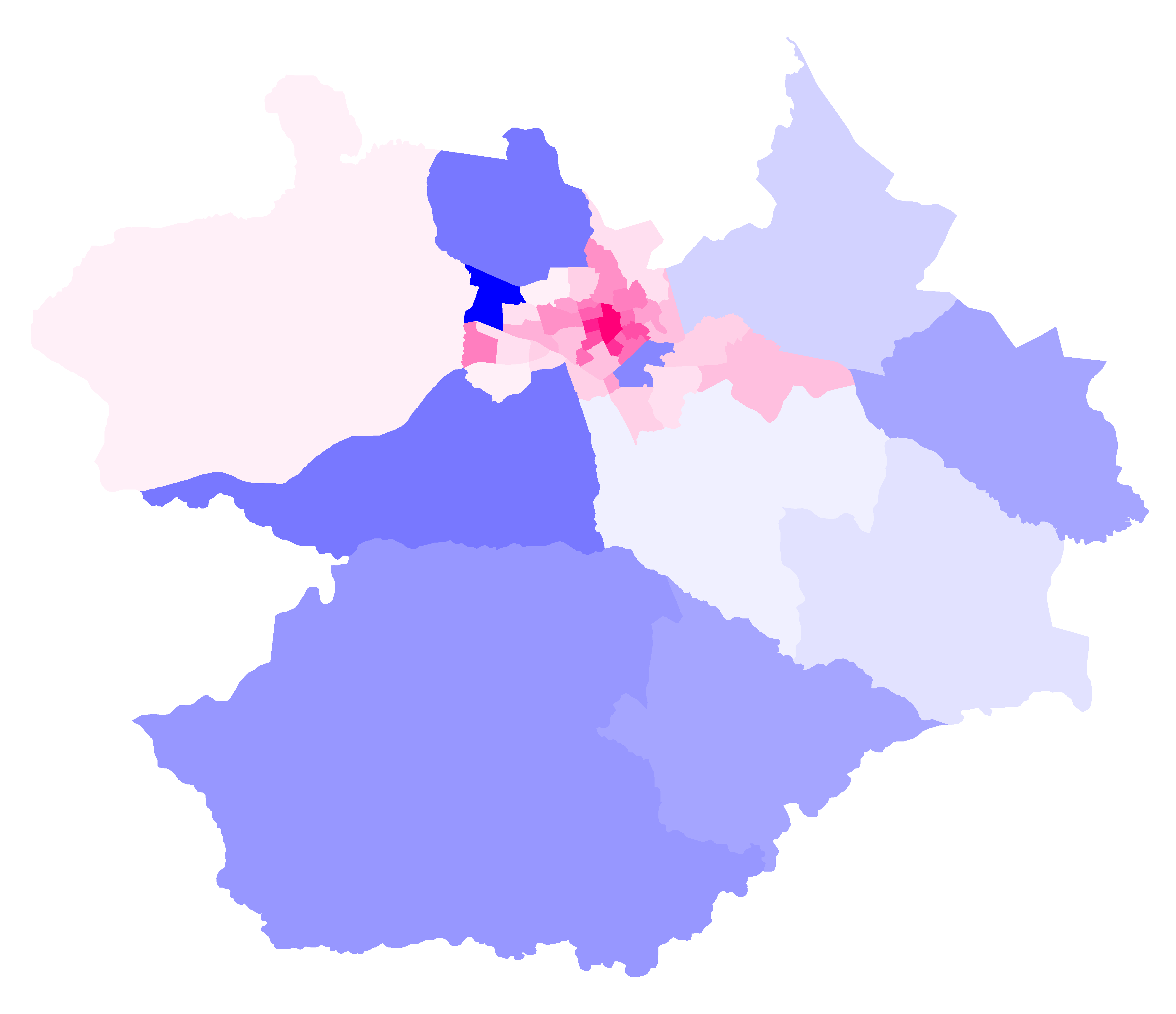
Mapa do município de Santa Maria com as divisões em bairros. Em escalas de azul os bairros com predominância masculina e em escalas de rosa os bairros com predominância feminina. Observa-se que quanto melhor a infraestrutura e o acesso a ela mais convidativo o bairro é para a população feminina. E, reciprocamente, podemos reconhecer os bairros com melhor infraestrutura observando onde a população feminina está concentrada.

Segundo o censo demográfico de 2010, Patronato é, dentre os 50 bairros oficiais de Santa Maria:
- Um dos 41 bairros do distrito da Sede.
- O 33º bairro mais populoso.
- O 37º bairro em extensão territorial.
- O 24º bairro mais povoado (população/área).
- O 18º bairro em percentual de população na terceira idade (com 60 anos ou mais).
- O 20º bairro em percentual de população na idade adulta (entre 18 e 59 anos).
- O 37º bairro em percentual de população na menoridade (com menos de 18 anos).
- Um dos 39 bairros com predominância de população feminina.
- Um dos 20 bairros que registraram moradores com 100 anos ou mais, com um total de 1 habitante masculino.

Distribuição populacional do bairro
1. Total: 2575 (100%)
  1. Urbana: 2575 (100%)
  2. Rural: 0 (0%)
2. Homens: 1237 (48,04%)
  1. Urbana: 1237 (100%)
  2. Rural: 0 (0%)
3. Mulheres: 1338 (51,96%)
  1. Urbana: 1338 (100%)
  2. Rural: 0 (0%)

## Infraestrutura
Educação

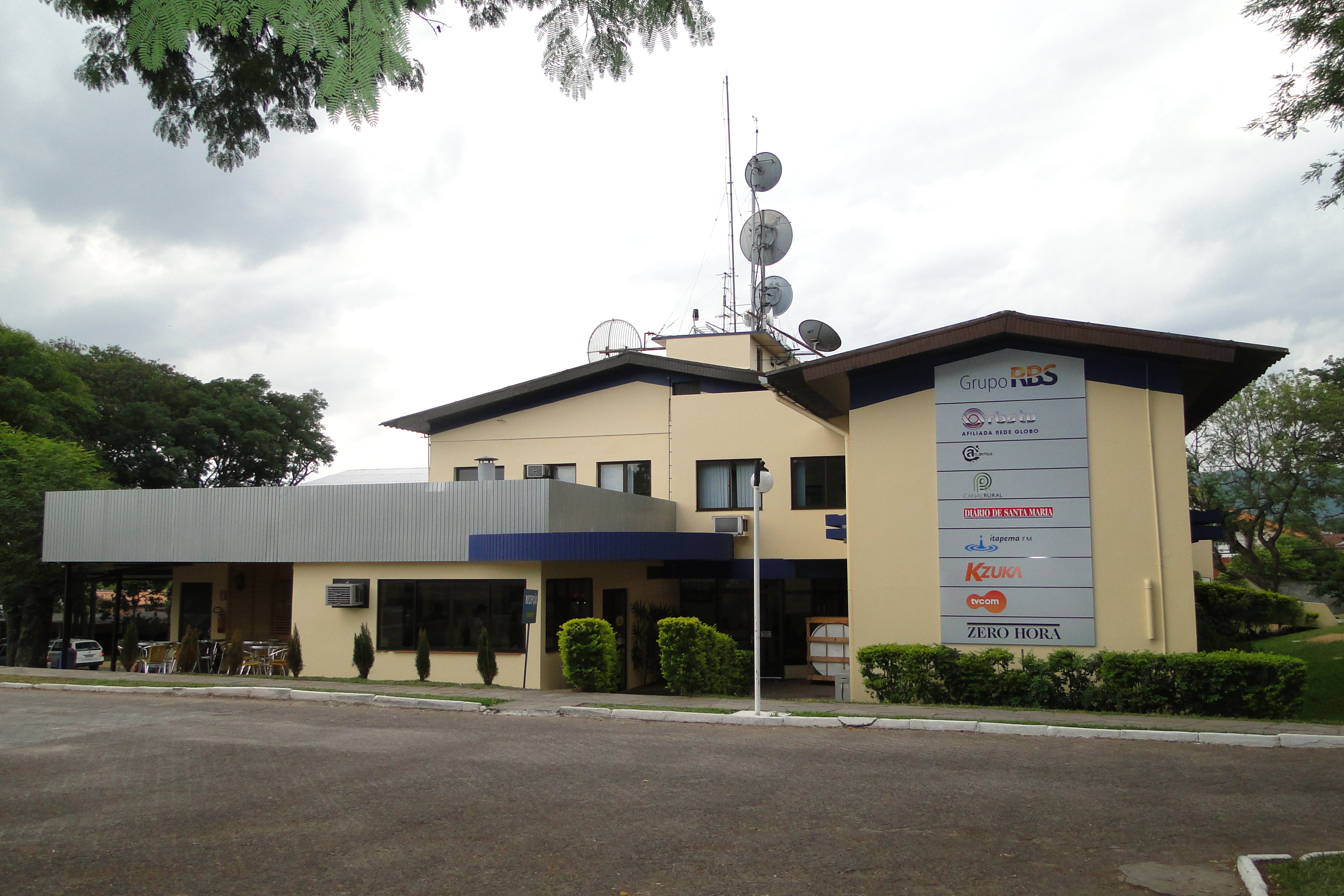
A RBS TV Santa Maria, do Grupo RBS, filiado a Rede Globo de Televisão - com instalações na Avenida Jornalista Maurício Sirotski Sobrinho, no bairro

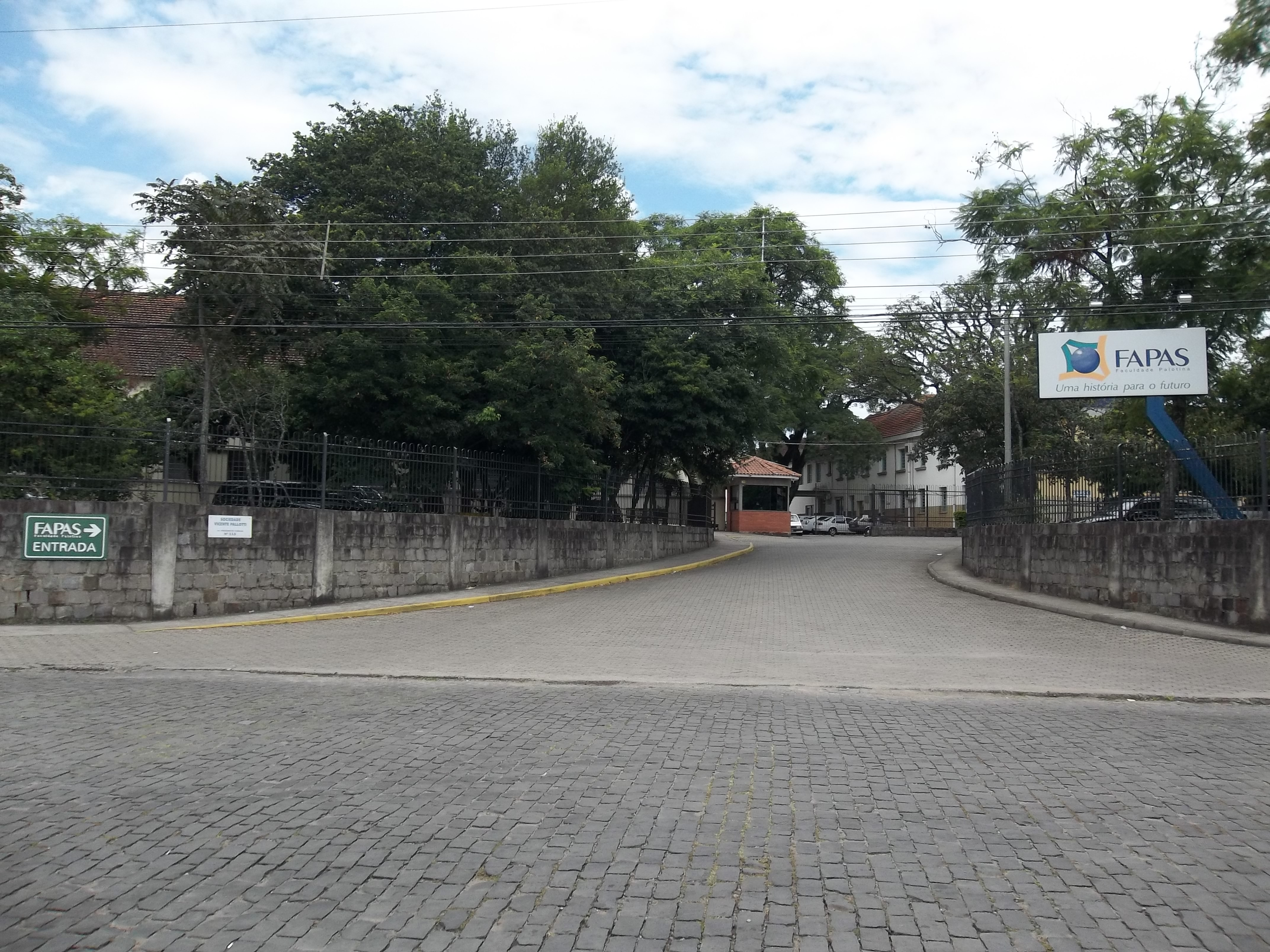
Faculdade Palotina (FAPAS). No mesmo complexo está situado o Museu Vicente Pallotti.

O Patronato abriga a Faculdade Palotina (FAPAS).
Espaços públicos
No bairro está situada a praça Reinaldo Fernando Cóser (Dr.) (ex-Ipiranga) e o largo Luizinho de Grandi.
Turismo
O Museu Vicente Pallotti é um importante museu que está situado no bairro desde 1959, porém, ele nasceu no ano de 1935 em Vale Vêneto, São João do Polêsine.
RBS TV Santa Maria

No bairro Patronato está situada a RBS TV Santa Maria, afiliada da TV Globo no Rio Grande do Sul. 